# Tylencholaimellus ozarkensis
Tylencholaimellus ozarkensis är en rundmaskart som beskrevs av Gaseco, Ferris, Ferris 1975. Tylencholaimellus ozarkensis ingår i släktet Tylencholaimellus och familjen Tylencholaimellidae. Inga underarter finns listade i Catalogue of Life.